# Richárd
Richárd est un prénom hongrois masculin.

## Étymologie
"Richard" est la forme française de l'anthroponyme germanique *Rīkaharduz, composé des deux éléments *rīkô (« commandant ») et *harduz (« fort »).

## Équivalents
- Richard, Ricard, Ricardo, Riciard(u)...

## Fête
Les "Richárd" sont fêtés le 3 avril, mais aussi le 7 février, le 18 septembre ou le 15 novembre, selon le saint de référence.